# خيسوس مورينو باكا
خيسوس مورينو باكا (بالإسبانية: Jesús Moreno Baca)‏ هو محامي مكسيكي، ولد في 14 يناير 1893 في Parral, Chihuahua ‏ في المكسيك، وتوفي في 19 يناير 1926 في مدينة مكسيكو في المكسيك.